# Диана Трой
Диана Трой (англ. Deanna Troi) — персонаж научно-фантастического телевизионного сериала «Звёздный путь: Следующее поколение», а также полнометражных фильмов.
Офицер звездного флота. Должность: корабельный советник USS Энтерпрайз NCC-1701-E.
Диана наполовину бетазоид, и как все представители этой расы способна к экстрасенсорной эмпатии. Она помогает капитану принимать решения, в том числе при враждебных столкновениях, переговорах и первых контактах (TNG: "Встреча в дальней точке", "Менаж на троих", "Потеря"; VOY: "Внутренний человек").
Хорошо разбирается в языках и лингвистике.
Больше всего на свете любит шоколад; любит играть в покер и играть с Дейтой в трехмерные шахматы.

## Биография
Карьера в Звёздном флоте
2362 — Образовательный отпуск для дополнительного образования по профессии, бетазоид.
2364 — Как лейтенант-коммандер назначена советником на Энтерпрайз NCC-1701-D под командованием Жан-Люка Пикара.
2370 — Повышена до коммандера; прошла офицерский экзамен.
2372 — Переведена с остатком старшего состава капитана Пикара на корабль класса «Суверин» Энтерпрайз-NCC-1701-Е.
2373 — Участвует в управлении Феникса, корабля Зефрама Кокрейна, во время первого контакта на Земле.
В фильме Звёздный путь: Возмездие вышла замуж за Вильяма Райкера.